# مقاطعة شيلبي (آيوا)
مقاطعة شيلبي (بالإنجليزية: Shelby County)‏ هي إحدى مقاطعات ولاية آيوا في الولايات المتحدة الأمريكية.